# Lahore Gate (Delhi)

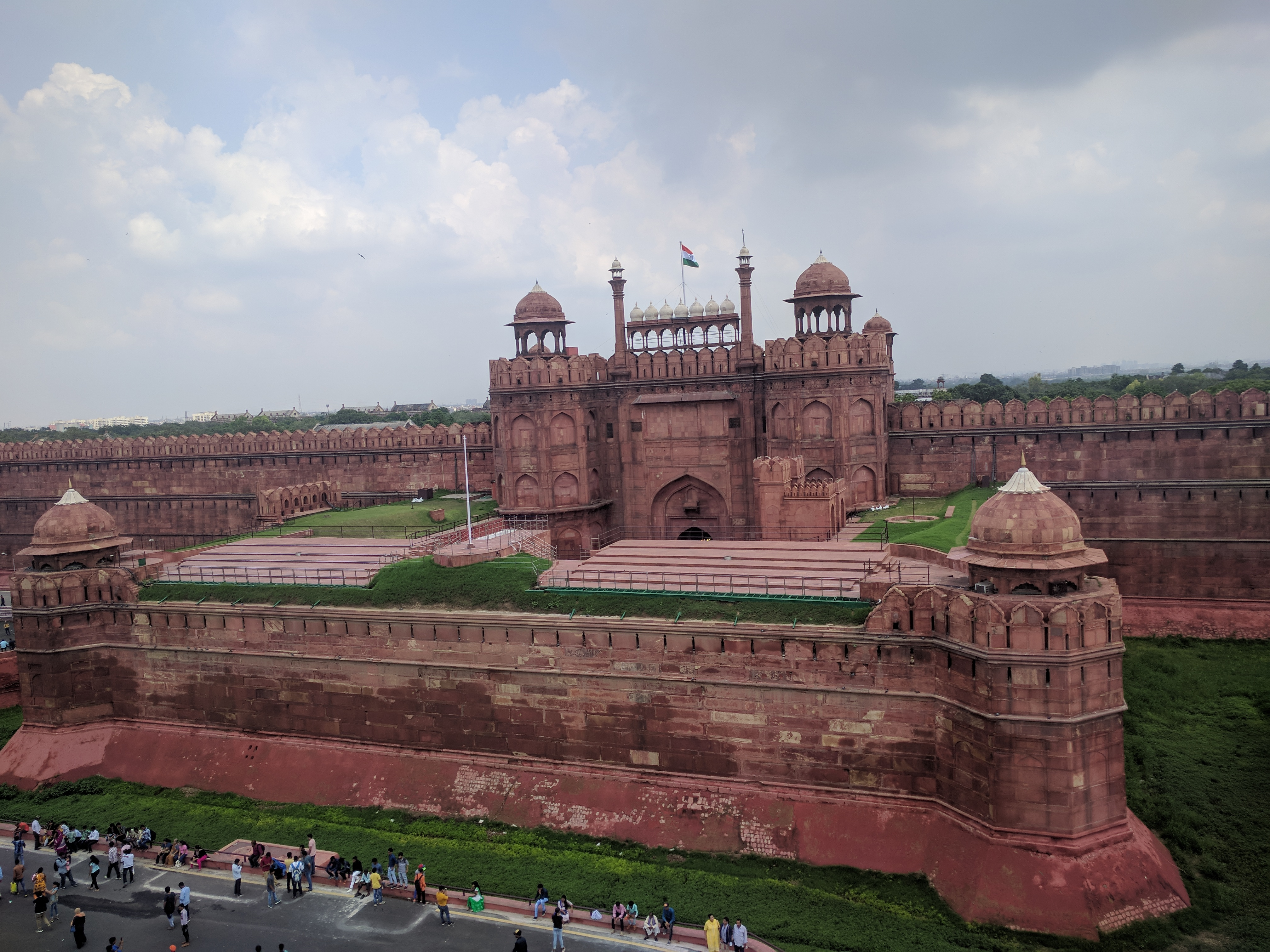
Lahore Gate mit Barbakane

Lahore Gate

Das Lahore Gate (manchmal auch Lahori Gate) am Roten Fort (Urdu لال قلعہ Lal Qila) der indischen Hauptstadt Delhi ist einer der größten und repräsentativsten Torbauten des Landes. Es gehört zur Mogul-Architektur und ist als Bestandteil des Red Fort Complex als UNESCO-Welterbe anerkannt.

## Geschichte
Das nach der zeitweiligen Mogul-Hauptstadt Lahore benannte Lahore Gate wurde im Rahmen der vom Großmogul Shah Jahan (reg. 1627–1658) in Auftrag gegebenen Neubaumaßnahmen am Roten Fort in den Jahren 1639–1648 errichtet. Sein Sohn und Nachfolger Aurangzeb (reg. 1658–1707) ließ um das Jahr 1660 vor dem Torbau eine Hof-Barbakane erbauen, die seitdem die freie Fernsicht auf das Tor versperrt.

## Architektur
Der Kern des im Westen des Roten Forts befindlichen Torbaus besteht aus gebrannten Ziegelsteinen; diese wurden mit Platten aus rötlichem Sandstein verkleidet, die zwar an den seitlichen Vorbauten Blendarkaden oder Blendbalkone ausbilden aber ansonsten nahezu dekorlos gestaltet sind.
Das gesamte Tor ist maximal ca. 25 m hoch und verfügt über einen Zinnenkranz; der mittlere Teil wird zusätzlich von einer Reihe von sieben kleinen Zierpavillons (chhatris) überhöht, zu deren Seiten kleine Ziertürmchen (guldastas) aufragen. Die seitlichen, polygonal gebrochenen Bastionen mit ihrem unregelmäßigen Grundriss springen um mehrere Meter vor und sind jeweils von einem großen Zierpavillon bekrönt. Der eigentliche ca. 100 m lange Durchgang ist deutlich kleiner dimensioniert als es der äußere Portalbogen (iwan) vermuten lässt; er war mit Sicherheit als Teil des Verteidigungskonzepts  gedacht, doch befanden sich wohl auch schon in der späteren Mogulzeit in ihm zahlreiche Geschäfte, in welchen man noch in letzter Minute kostbare Geschenke für die Damen des Hofes kaufen konnte.